# Горячий Ключ
Горя́чий Ключ — город краевого подчинения в Краснодарском крае Российской Федерации.
Административный центр муниципального образования «город Горячий Ключ». Является одним из старейших на Кавказе бальнеологических курортов (с 1864 года).

## География
Город расположен на реке Псекупс, между северными склонами хребтов — Котх и Пшаф. Находится в 50 км к югу от Краснодара и в 65 км от черноморского побережья (по дороге).

## История
До завершения Кавказской войны на месте современного города располагалось адыгское селение Псыфаба (адыг. Псыфабэ), что на адыгейском языке означает — «горячая вода», сейчас неподалёку находятся остатки средневековой крепости Псыфабэ.
В 1860-х годах, в связи с завершением военных действий на Кавказе, большая часть коренного населения была в ходе масштабного мухаджирства депортирована в Османскую империю. 
В 1864 году на Псекупских горячих водах был основан курорт — построены военный госпиталь, купальня, разбит парк.
Местечко Горячий Ключ было основано в 1868 году. С 1906 по 1920 года, населённый пункт назывался — Алексеевский Горячий Ключ. В 1917 году введено городовое положение.
В 1926 году поселение преобразовано в посёлок, а в 1930 году в курортный посёлок.
В 1924—1963 годах Горячий Ключ являлся центром Горячеключевского района. Во время Второй мировой войны город был занят гитлеровскими войсками в период с 19 августа 1942 года по 28 января 1943 года.
11 ноября 1965 посёлок получил статус города. Станица Ключевая, присоединённая к городу, снята с учёта 24 ноября того же года. В 1975 году Горячий Ключ отнесён к категории городов краевого подчинения.
- Герб 1976
- Герб 1990-е
- Современный герб

## Население
| 1900    | 1939    | 1959    | 1967    | 1970    | 1979    | 1989    | 1992    | 1996    | 1998    |
| ------- | ------- | ------- | ------- | ------- | ------- | ------- | ------- | ------- | ------- |
| 400     | ↗3330   | ↗9858   | ↗21 000 | ↘19 808 | ↗22 654 | ↗25 610 | ↗26 900 | ↗28 300 | →28 300 |
| 2000    | 2001    | 2002    | 2003    | 2005    | 2006    | 2007    | 2008    | 2009    | 2010    |
| →28 300 | ↘28 200 | ↘27 693 | ↗27 700 | ↗27 800 | ↗28 000 | ↗28 300 | ↗28 800 | ↗29 174 | ↗30 126 |
| 2011    | 2012    | 2013    | 2014    | 2015    | 2016    | 2017    | 2018    | 2019    | 2020    |
| ↘30 100 | ↗31 290 | ↗32 404 | ↗33 459 | ↗34 585 | ↗35 805 | ↗36 807 | ↗37 475 | ↗38 972 | ↗40 299 |
| 2021    | 2023    | 2024    | 2025    |         |         |         |         |         |         |
| ↗40 903 | ↗41 482 | ↗42 272 | ↗42 634 |         |         |         |         |         |         |

На 1 января 2025 года по численности населения город находился на 356-м месте из 1124 городов Российской Федерации.
Национальный состав
По данным Всероссийской переписи населения 2010 года:
| Народ                     | Численность, чел. | Доля от всего населения, % |
| ------------------------- | ----------------- | -------------------------- |
| русские                   | 25 123            | 83,39 %                    |
| армяне                    | 1773              | 5,89 %                     |
| украинцы                  | 748               | 2,48 %                     |
| адыги                     | 170               | 0,56 %                     |
| татары                    | 138               | 0,46 %                     |
| белорусы                  | 129               | 0,43 %                     |
| немцы                     | 123               | 0,41 %                     |
| другие                    | 610               | 2,02 %                     |
| не указана национальность | 1 312             | 4,36 %                     |
| Всего                     | 30 126            | 100,0 %                    |

По итогам переписи населения 2020 года проживали следующие национальности (национальности менее 0,1 % и другое см. в сноске к строке «Другие»):
| Национальность | Численность, чел. | Доля     |
| -------------- | ----------------- | -------- |
| Русские        | 36 062            | 88,16 %  |
| Армяне         | 1617              | 3,95 %   |
| Украинцы       | 392               | 0,96 %   |
| Татары         | 183               | 0,45 %   |
| Адыгейцы       | 115               | 0,28 %   |
| Грузины        | 100               | 0,24 %   |
| Немцы          | 79                | 0,19 %   |
| Белорусы       | 74                | 0,18 %   |
| Азербайджанцы  | 59                | 0,14 %   |
| Узбеки         | 48                | 0,12 %   |
| Греки          | 47                | 0,11 %   |
| Другие         | 2127              | 5,22 %   |
| Итого          | 40 903            | 100,00 % |

## Управление
Город Горячий Ключ (город краевого подчинения) как объект административно-территориального устройства Краснодарского края состоит из следующих административно-территориальных единиц: город Горячий Ключ и подчинённые ему 7 сельских округов. В рамках местного самоуправления эти территории составляют муниципальное образование город Горячий Ключ со статусом городского округа.

## Транспорт
- По территории города проходит автомобильная трасса М-4 «Дон». Расстояние до Краснодара — 50 км, до Джубги — 62 км.
- Железнодорожная станция является станцией стыкования родов тока, поэтому на ней останавливаются все поезда. Электропоезда до Краснодара и Туапсе. Расписание электропоездов составлено так, что, делая пересадку в Горячем Ключе, можно доехать из Краснодара до Черноморского побережья
- В городе имеется автобусный транспорт, представленный внутригородскими, а также иногородними маршрутами (Краснодар и некоторые станицы).

## Климат
Климат переходный от влажного субтропического к умеренно континентальному. Средняя температура января +1,7 °C, июля +23,1 °C. Осадков 895 мм в год. Средние температуры зимних месяцев в городе положительные.
| Показатель                    | Янв. | Фев. | Март | Апр. | Май  | Июнь | Июль | Авг. | Сен. | Окт. | Нояб. | Дек. | Год  |
| ----------------------------- | ---- | ---- | ---- | ---- | ---- | ---- | ---- | ---- | ---- | ---- | ----- | ---- | ---- |
| Средний суточный максимум, °C | 5,0  | 5,5  | 9,1  | 16,2 | 21,2 | 25,1 | 27,6 | 27,5 | 22,8 | 16,7 | 11,4  | 7,2  | 16,3 |
| Средняя температура, °C       | 1,7  | 2,1  | 5,2  | 11,7 | 16,6 | 20,6 | 23,1 | 22,9 | 18,1 | 12,3 | 7,9   | 4,1  | 12,2 |
| Средний суточный минимум, °C  | −1,5 | −1,2 | 1,3  | 7,2  | 12,1 | 16,1 | 18,7 | 18,3 | 13,5 | 8,0  | 4,5   | 1,0  | 8,2  |
| Норма осадков, мм             | 91   | 75   | 68   | 62   | 69   | 81   | 63   | 70   | 63   | 63   | 89    | 101  | 895  |

## Экономика
- Заводы по розливу минеральных вод: Горячеключевской, Ручеек, Арома
- Нефтегазовая промышленность: Роснефть
- Строительная промышленность: Терем, Комфорт и многие частные застройщики.
- Сельскохозяйственное производство: садоводство, выращивание голубики, животноводство.
- Железнодорожный транспорт: Депо РЖД.

## Курорт
На курорте Горячий Ключ используются воды нескольких видов: термальные (до +60 °C) сульфидные хлоридно-гидрокарбонатные натриевые — для ванн при заболеваниях опорно-двигательного аппарата, периферической нервной системы, гинекологических болезнях. Внутрь Псекупские минеральные воды употребляют из источников № 21, 58, 104. Они относятся к гидрокарбонатно-хлоридно-натриевым и похожи на воды Ессентуков, отличаясь газовой фракцией: в Ессентуках — углекислый газ, а в Горячем Ключе — сероводород. Псекупские минеральные воды принимают внутрь при различных болезнях органов пищеварения.
Минеральные воды можно бесплатно продегустировать в Питьевой Галерее на территории санатория «Горячий Ключ», за вынос придётся заплатить. Имеется ряд санаториев.
Термальные воды так и не применяются для Централизованного отопления многоквартирных домов города.

## Культура, достопримечательности
- Комплекс зданий санатория «Горячий Ключ» — памятник архитектуры
- Городской исторический музей г. Горячий Ключ
- Остатки средневековой крепости Псыфабэ[4]
- Иверский источник, Иверская часовня
- Памятник 50-летнего юбилея Псекупских минеральных вод
- Памятник лидерам ЧВК «Вагнер» Евгению Пригожину и Дмитрию Уткину
- Памятники природы, истории и археологии (всего 160 единиц[37]):
  - Большая Фанагорийская (Сталактитовая) пещера;
  - Городище Поднависла (река Чепси, исток Монастырского ручья — корыточный дольмен) — вдп. Кесух;
  - Аюкский водопад
  - Водопад на Задубного Караулка
  - Каверзинский водопад
  - Дантово ущелье
  - Звонкая пещера
  - Богатырские пещеры
  - Скала Зеркало и рыжий железнистый источник
  - Скала Петушок (скала Спасения)
  - Висячий мост через Псекупс
  - Богатырские пещеры (кемпинг «Межгорье»);
  - Скала Катакомба (Курортная щель);
  - Кенотаф Хапаче Лакшуке, 1717 г.

- Вид на реку Псекупс со скалы Петушок.
- Кенотаф хаджи Хапача Лакшука, 1717 г.
- Памятник-арка в честь 50-летия Псекупских минеральных вод и войсковой больницы
- Иверская часовня (вторая половина XIX века) и памятник основателям курорта
- Старый висячий мост через реку Псекупс в Горячем Ключе, около мебельной фабрики
- Скала Петушок у реки Псекупс
- Скала Зеркало